# 문상모
문상모(文鋿模, 1969년 2월 2일 ~ )는 대한민국의 정치인이다.

## 학력
- 1976 ~ 1982 : 거제국민학교(72회) 졸업
- 1982 ~ 1985 : 거제제일중학교(32회) 졸업
- 1985 ~ 1988 : 거제수산고등학교(33회) 졸업
- 2008 ~ 2013 : 서울과학기술대학교 행정학 학사
- 2014 ~ 2016 : 광운대학교 대학원 상담복지정책대학원 사회복지학 석사

## 경력
- 1998.05 : 새정치국민회의 중앙당 사무처 당직자
- 1999.09 : 새천년민주당 정책위원회 심의위원
- 2006.11 : 독도수호국제연대 정책자문위원
- 2008.12 : 한국장애인문화협회 문화정책연구소 소장
- 서울시야구협회 정책자문위원장
- 2010.07 ~ 2014.06 : 제8대 서울특별시의회 의원 (민선 5기, 서울 노원구 제2선거구, 민주당→민주통합당→민주당→새정치민주연합, 초선)
  - 2010.07 ~ 2014.06 : 제8대 서울특별시의회 전,후반기 문화체육관광위원회 위원
  - 2010.08 ~ 2011.08 : 제8대 서울특별시의회 남북교류협력 특별위원회 위원
  - 2010.10 ~ 2011.10 : 제8대 서울특별시의회 해외문화재찾기 특별위원회 위원장
  - 2013.10 ~ 2014.06 : 제8대 서울특별시의회 예산결산특별위원회 위원
  - 2013.11 ~ 2014.06 : 제8대 서울특별시의회 2018평창동계올림픽지원 및 스포츠 활성화를 위한 특별위원회 위원
- 2013 : 서울시립미술관 운영자문위원회 위원
- 2013.02 : 노원레인보우축구클럽 단장
- 2014.07 ~ 2018.03 : 제9대 서울특별시의회 의원 (민선 6기, 서울 노원구 제2선거구, 새정치민주연합→더불어민주당, 재선)
  - 2014.07 ~ 2018.03 : 제9대 서울특별시의회 전,후반기 문화체육관광위원회 위원
- 2015.09 : 서울과학기술대학교 스포츠과학과 명예학과장
- 2017.03 ~ 2017.05 : 대한체육회 학교체육위원회 위원→부위원장
- 2017.06 ~ 2018.03 : 제9대 서울특별시의회 더불어민주당 원내수석부대표
- 2018.07 ~ 2019.12 : 더불어민주당 경상남도당 거제시 지역위원회 위원장
- 2019.08 ~ 2022.05 : 대통령직속 국가균형발전위원회 자문위원

### 현재 경력
- 2009.01 ~ : 대한장애인당구협회 부회장

## 역대 선거 결과
|  | 54.61% |

|  | 53.83% |

|  | 38.03% |